# Naotake Hanyū
Naotake Hanyū (羽生 直剛?, Hanyū Naotake; Chiba, 22 dicembre 1979) è un ex calciatore giapponese, di ruolo centrocampista.